# فلوريان مونتينو
فلوريان مونتينو هو ممثل روماني - ألماني ولد في 13 أكتوبر 1990.

## روابط خارجية
- فلوريان مونتينو على موقع IMDb (الإنجليزية)
- فلوريان مونتينو على موقع ميتاكريتيك (الإنجليزية)
- فلوريان مونتينو على موقع روتن توميتوز (الإنجليزية)
- فلوريان مونتينو على موقع ألو سيني (الفرنسية)
- فلوريان مونتينو على موقع أول موفي (الإنجليزية)
- فلوريان مونتينو على موقع قاعدة بيانات الفيلم (الإنجليزية)
- فلوريان مونتينو على موقع ليتربوكسد (الإنجليزية)
- فلوريان مونتينو على موقع كينوبويسك (الروسية)